# 7195 Danboice
7195 Danboice este un asteroid din centura principală, descoperit pe 2 ianuarie 1994, de Takao Kobayashi.